# Jacques Swaters
Jacques Swaters,  belgijski dirkač Formule 1, * 30. oktober 1926, Bruselj, Belgija, † 9. december 2010, Belgija. 
Jacques Swaters je debitiral v sezoni 1951 na dirki za Veliko nagrado Nemčije, kjer je zasedel deseto mesto. V sezoni 1953 je ob dveh odstopih na dirki za Veliko nagrado Nemčije dosegel sedmo mesto, kar je njegov najboljši rezultat v karieri. V naslednji sezoni 1954 je ponovno ob dveh odstopih na Veliki nagradi Švice dosegel osmo mesto, po koncu te sezone pa ni več nikoli dirkal v Formuli 1.

## Popolni rezultati Formule 1
(legenda) (odebeljene dirke pomenijo najboljši štartni položaj, poševne pa najhitrejši krog, †-uvrščen kljub odstopu)
| Leto | Moštvo               | Šasija           | Motor              | 1   | 2   | 3       | 4       | 5   | 6      | 7       | 8       | 9       | Prv | Toč |
| ---- | -------------------- | ---------------- | ------------------ | --- | --- | ------- | ------- | --- | ------ | ------- | ------- | ------- | --- | --- |
| 1951 | Ecurie Belgique      | Talbot-Lago T26C | Talbot Straight-6  | ŠVI | 500 | BEL     | FRA     | VB  | NEM 10 | ITA Ret | ŠPA     |         | -   | 0   |
| 1953 | Ecurie Francorchamps | Ferrari 500      | Ferrari Straight-4 | ARG | 500 | NIZ     | BEL DNS | FRA | VB     | NEM 7   | ŠVI Ret | ITA     | -   | 0   |
| 1954 | Ecurie Francorchamps | Ferrari 500/625  | Ferrari Straight-4 | ARG | 500 | BEL Ret | FRA     | VB  | NEM    | ŠVI 8   | ITA     | ŠPA Ret | -   | 0   |